# Вінтерберг
Вінтерберг (нім. Winterberg) — місто в Німеччині, знаходиться в землі Північний Рейн-Вестфалія. Підпорядковується адміністративному округу Арнсберг. Входить до складу району Гохзауерланд.
Площа — 147,86 км². Населення становить 12 442 ос. (станом на 31 грудня 2020).

## Географії

### Сусідні міста та громади
Вінтерберг межує з 5 містами / громадами:
- Бад-Берлебург
- Галленберг
- Медебах
- Ольсберг
- Шмалленберг

## Галерея

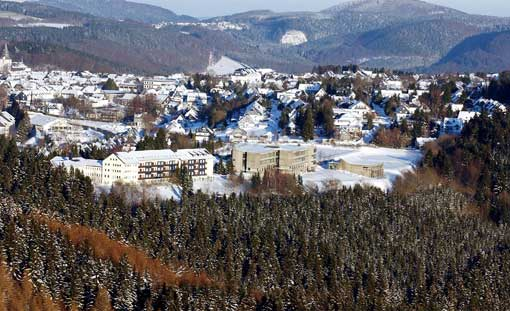
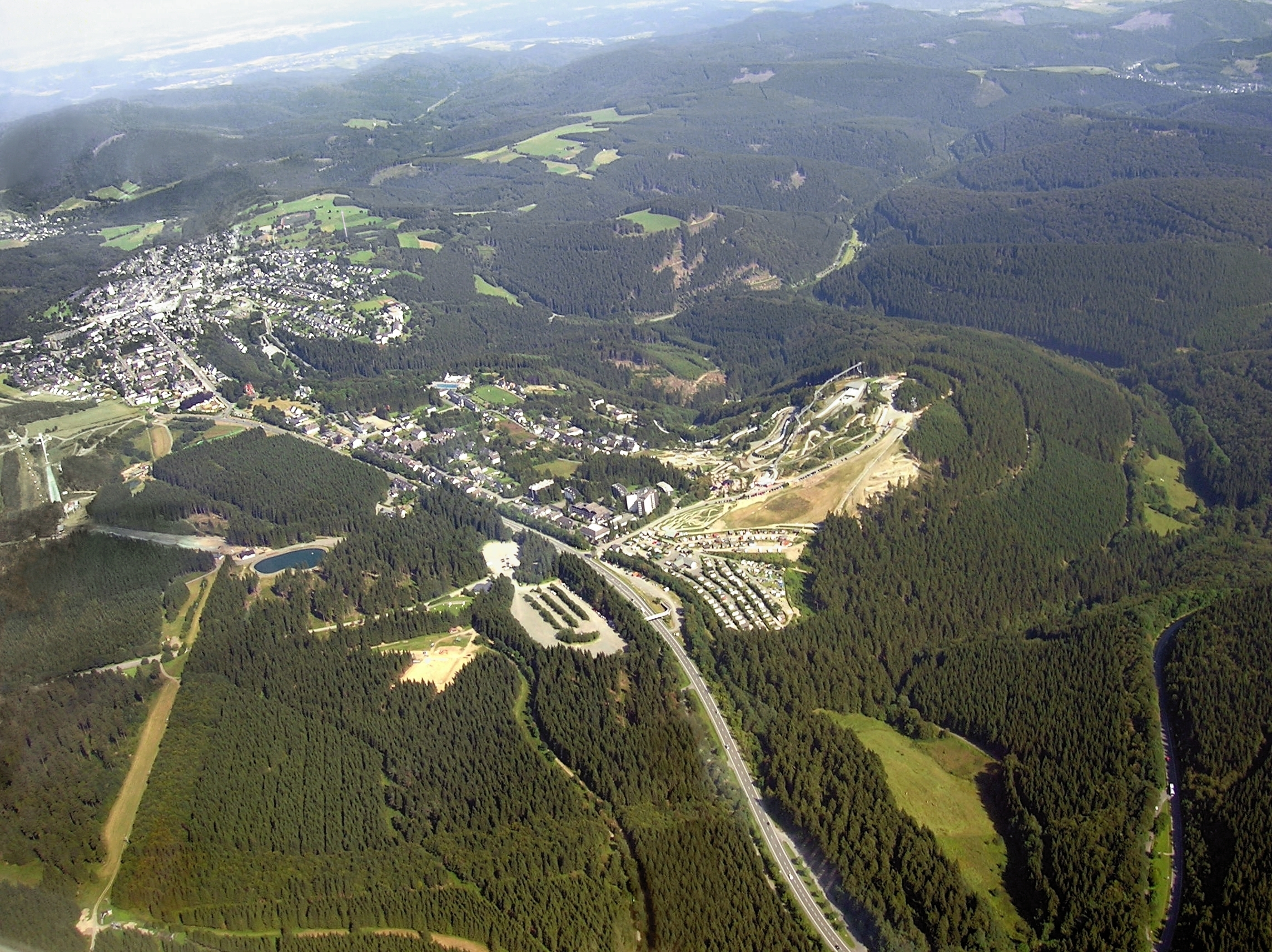
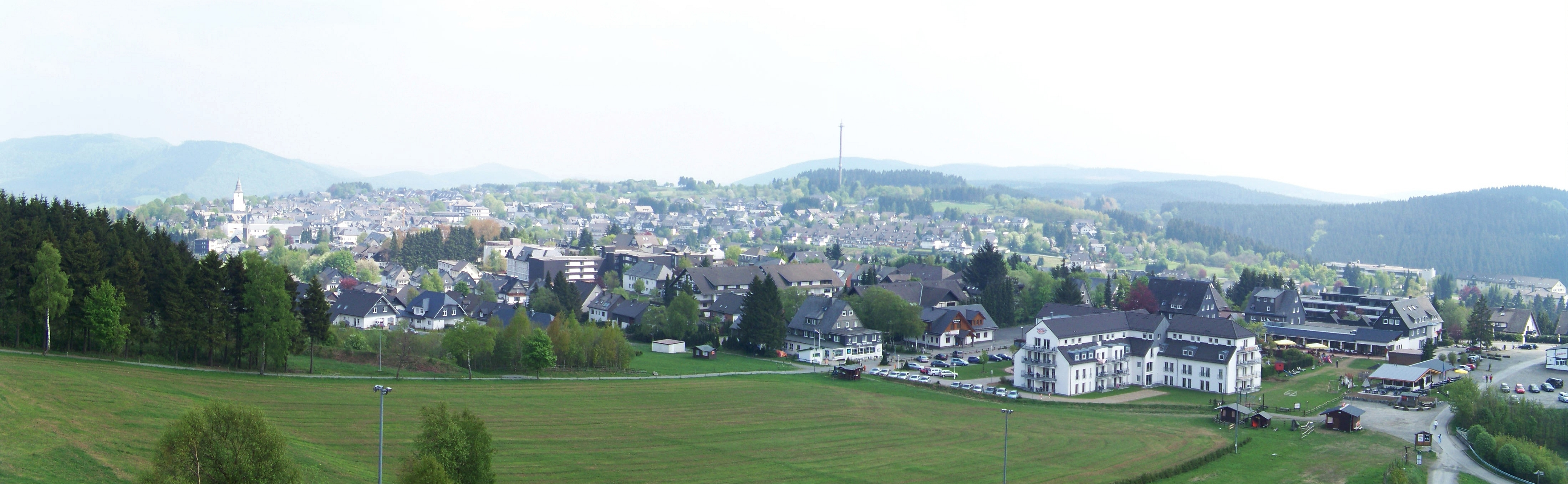
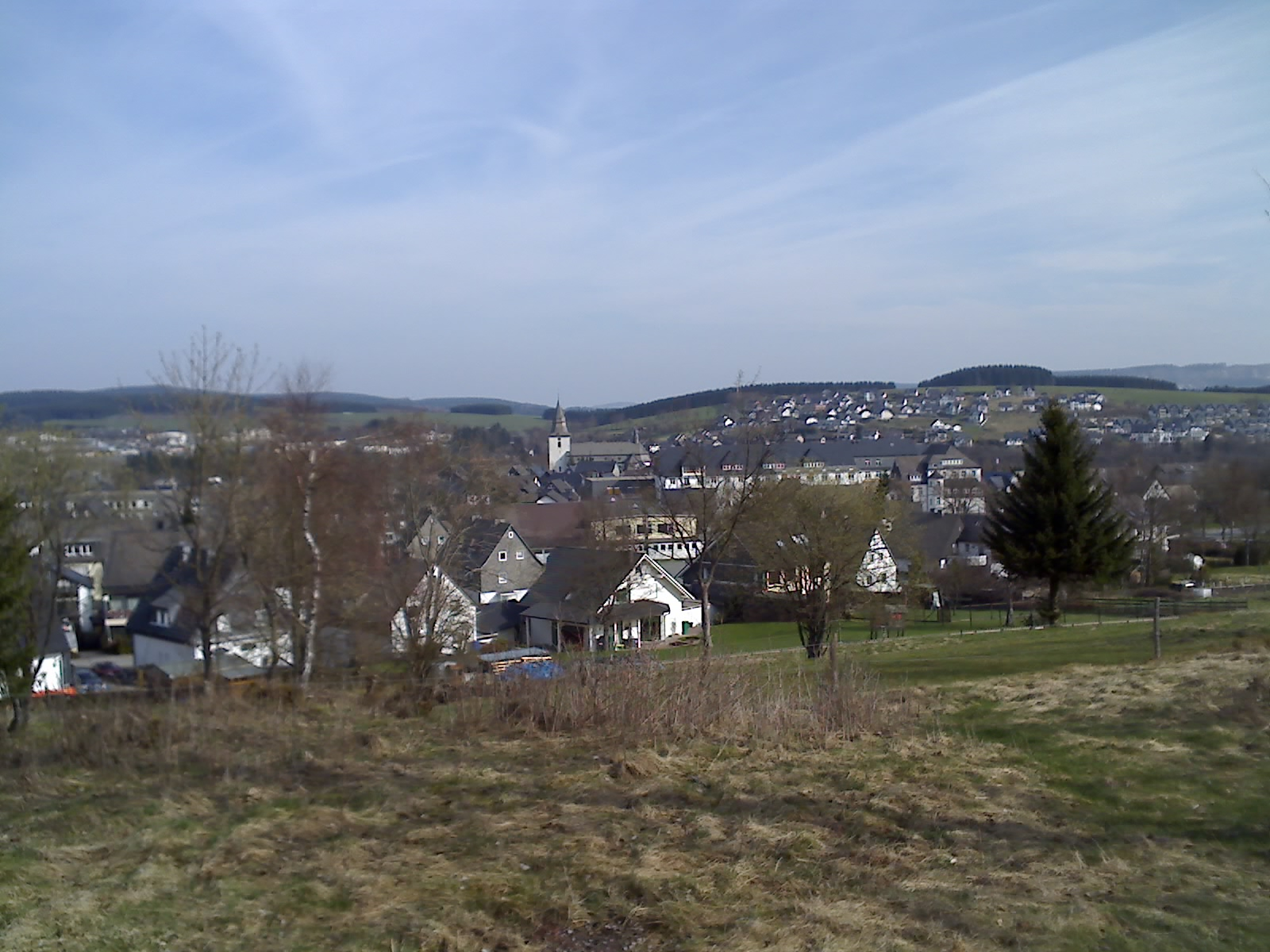
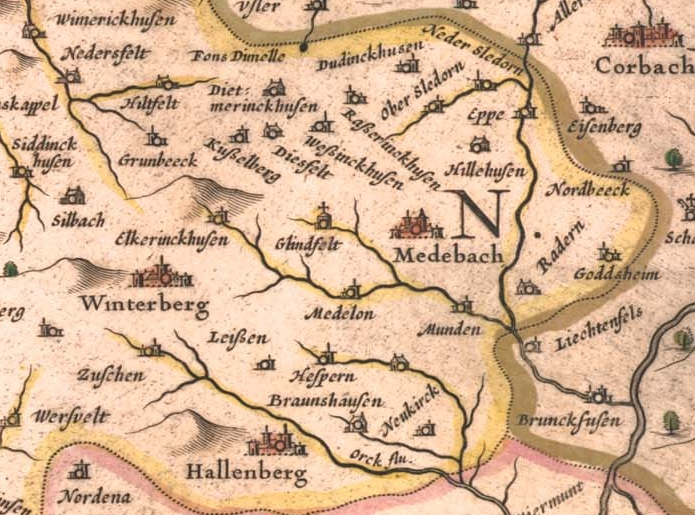

### Адміністративний поділ
Місто  складається з 15 районів:
- Альтастенберг
- Альтенфельд
- Елькерінггаузен
- Гренебах
- Гільдфельд
- Гоелайе
- Лангевізе
- Леннеплетце
- Молльзайфен
- Нойастенберг
- Нідерсфельд
- Зідлінггаузен
- Зільбах
- Вінтерберг
- Цюшен